# Роганин, Алексей Павлович
Алексей Павлович Роганин (род. 26 марта 1959) — советский легкоатлет, специалист по тройному прыжку. Выступал на всесоюзном уровне в конце 1970-х — середине 1980-х годов, чемпион СССР, победитель и призёр первенств всесоюзного значения. Представлял Ленинград и спортивное общество «Труд».

## Биография
Алексей Роганин родился 26 марта 1959 года. Занимался лёгкой атлетикой в Ленинграде под руководством заслуженного тренера СССР Георгия Дмитриевича Узлова, выступал за добровольное спортивное общество «Труд».
Впервые заявил о себе на всесоюзном уровне в сезоне 1978 года, когда в тройном прыжке с результатом 16,26 одержал победу на соревнованиях в Днепропетровске.
В 1979 году выиграл домашний турнир в Ленинграде, установив личный рекорд в тройном прыжке в помещении — 16,45 метра.
На чемпионате СССР 1980 года в Донецке прыгнул на 16,67 метра и занял итоговое четвёртое место.
В 1981 году стал серебряным призёром на домашнем турнире в Ленинграде, с результатом 16,71 превзошёл всех соперников на чемпионате СССР в Москве.
В 1982 году был лучшим на турнире в Сочи, занял пятое место на чемпионате СССР в Киеве и на всесоюзных соревнованиях в Ташкенте.
В 1983 году взял бронзу на домашнем старте в Ленинграде.
В 1984 году победил на всесоюзных соревнованиях в Харькове, установив личный рекорд в тройном прыжке на открытом стадионе — 17,11 метра.